# Tara Lipinski
Tara Lipinski (Filadelfia, Estados Unidos, 10 de junio de 1982) es una patinadora artística estadounidense, campeona olímpica de Nagano 1998. Es también campeona mundial en 1997 (a la edad de 15 años, 9 meses y 10 días, la persona más joven en ganar un campeonato mundial de patinaje artístico), además es la patinadora artística más joven en ganar oro en los Juegos Olímpicos de Invierno dos veces campeona del Final del Grand Prix (1997, 1998) y campeona de EE. UU. en 1997. A pesar del gran éxito que alcanzó a su muy corta edad decidió retirarse luego de terminar su participación en los Juegos de Nagano 1998. Actualmente Lipinski se desempeña como comentadora de televisión en eventos de patinaje artístico sobre hielo.

## Primeros años
Tara Lipinski nació el 10 de junio de 1982, en Filadelfia, Pensilvania, hija única de Patricia (née Brozyniak) y del ejecutivo petrolero y abogado Jack Lipinski. Pasó sus primeros años en Sewell (Nueva Jersey). Los cuatro abuelos de la joven nacieron en Polonia.
Cuando Lipinski tenía dos años, mientras veía los Juegos Olímpicos de Verano de 1984, se puso de pie sobre un tupperware y fingió ser una medallista de oro.  A los tres años, empezó a patinar sobre ruedas; cuando tenía nueve años, se convirtió en campeona nacional de su grupo de edad. Comenzó a practicar el patinaje artístico a los nueve años, transfiriendo sus habilidades a la pista de hielo, para más tarde pasarse exclusivamente al patinaje artístico y tomar clases en la Universidad de Delaware. En 1991, el padre de Lipinski recibió un ascenso laboral, por lo que la familia se trasladó a Sugar Land, Texas, cerca de Houston. Se entrenó en el Houston Galleria, un centro comercial de lujo con una pista pública. Dos años más tarde, en 1993, su padre se quedó en Texas para mantener a la familia y Lipinski y su madre se trasladaron de nuevo a Delaware para reanudar allí su entrenamiento con el entrenador Jeff DiGregorio, que trabajó con Lipinski, de forma intermitente, durante tres años antes de su traslado a Texas. En 1995, Lipinski y su madre se trasladaron a Bloomfield Hills, Michigan para entrenar con el entrenador Richard Callaghan en el Detroit Skating Club.

## Carrera competitiva

### Primeros años
En 1994, Lipinski obtuvo una medalla de plata en la división femenina de principiantes en los Campeonatos de Patinaje Artístico de Estados Unidos de 1994. A los 12 años, se convirtió en la atleta más joven en ganar una medalla de oro en el Festival Olímpico de Estados Unidos de 1994 y obtuvo el primer puesto en su primera competición internacional, el Blue Swords en Chemnitz, Alemania.  Según Cosmopolitan Magazine, los medios de comunicación empezaron a fijarse en Lipinski después de Blue Swords, en noviembre de 1994. Como patinadora junior, quedó en cuarto lugar en los Campeonatos Mundiales Junior de Patinaje Artístico de 1995 y, con seis triples en su programa largo, en segundo lugar en los 1995 U.S. Figure Skating Championships. A finales de 1995, quedó quinta en los Campeonatos Mundiales de Patinaje Artístico Junior de 1996; según el Washington Post, la competición marcó "el final de la relación entre los Lipinski y DiGregorio"..
Después de lo que el escritor deportivo E.M. Swift denominó una "gira relámpago de entrenadores", cuando Lipinski y su madre se entrevistaron y Lipinski tomó clases de muestra de entrenadores de patinaje artístico de todo el país, contrataron a Richard Callaghan. En enero de 1996, Lipinski ganó una medalla de bronce como patinadora de nivel senior en los Campeonatos de Patinaje Artístico de Estados Unidos de 1996. Cerró la temporada 1995-1996 y ganó la atención internacional al clasificarse para los Campeonatos Mundiales de Patinaje Artístico de 1996. En lo que el historiador del patinaje artístico James Hines calificó como "una primera salida decepcionante", se situó en el puesto 22 tras el programa corto, pero su programa largo, que incluía siete saltos triples y que Sports Illustrated calificó de "chispeante", la elevó al puesto 15.

### Temporada 1996-1997
Lipinski y Callaghan dedicaron el año siguiente a hacerla "parecer más madura"; se inscribió en clases de ballet y contrató a la coreógrafa Sandra Bezic para "crear programas para Lipinski que expresaran deleite y a la vez parecieran adultos". A finales de 1996, añadió la combinación triple loop-triple loop, que se convirtió en su salto característico y añadió dificultad técnica a sus programas.  Fue la primera mujer en completar la combinación en competición. Lipinski compitió en la Serie de Campeones de la ISU (más tarde rebautizada como Gran Premio de Patinaje Artístico de la ISU) durante la temporada 1996-1997; terminó en segundo lugar en Skate Canada, tercera en el Trophée Lalique, y segunda en la Copa de Naciones de 1996. Ganó la medalla de oro en la Final de la Serie de Campeones y derrotó a Michelle Kwan al completar más saltos exitosos en sus programas cortos y libres.
En febrero de 1997, a la edad de 14 años, con su característica combinación de triple bucle-triple bucle, Lipinski se convirtió en la patinadora más joven en ganar un Título Nacional de Estados Unidos.  Rompió el récord establecido por Sonya Klopfer, que tenía 15 años cuando ganó los Nacionales de Estados Unidos en 1951.{refn|group=note|El récord de Lipinski fue superado por Alysa Liu, que ganó los Nacionales de Estados Unidos en 2019, con 13 años.  Derrotó a Kwan, Nationals campeón en 1996, que ganó el programa corto.  Kwan se cayó dos veces y aterrizó sólo cuatro de sus siete triples previstos durante su programa largo, dejando la puerta abierta para la victoria de Lipinski. Patinando en último lugar, Lipinski tenía que ser la primera en el patinaje libre, lo que hizo patinando un programa limpio, con siete saltos triples, incluyendo "una combinación de triple bucle-triple bucle que hizo historia". Según Swift, los Nacionales de Estados Unidos de 1997 fueron el inicio de la rivalidad entre Kwan y Lipinski.
Un mes después, Lipinski ganó el Campeonato Mundial de Patinaje Artístico de 1997 y se convirtió en la patinadora más joven en ganar el Campeonato Mundial.  Era un mes más joven que la anterior poseedora del récord, Sonya Henie de Noruega, cuando Henie ganó el primero de los 10 Campeonatos Mundiales en 1927.{refn|group=note|A pesar de la reciente decisión de la ISU de aumentar el requisito de edad para participar en competiciones internacionales, Lipinski pudo competir en los Mundiales gracias a una cláusula de abuelo.}}  Lipinski completó siete saltos triples, como había hecho en los Nacionales de Estados Unidos y en la final de las Champion Series, y terminó en primer lugar tras el programa corto. También completó dos dobles axels, que según un entrenador rival tenían poca elevación. Sus puntuaciones artísticas fueron en su mayoría de 5,7 o 5,8, y según Associated Press, estuvieron "en línea" con sus puntuaciones técnicas.  Tres de los cuatro jueces le dieron puntuaciones artísticas más altas que las técnicas.
El reportero Jere Longman de The New York Times calificó el patinaje libre de Lipinski como "una actuación ligera y aireada" y dijo que estaba "compuesta y casi impecable". Longman informó de que Lipinski abrió con un doble axel, e incluyó una triple voltereta y su "característica combinación de triple bucle, triple bucle". Recibió 5,8 y 5,9 en sus puntuaciones técnicas y un 5,7 y 5,8 en sus puntuaciones de presentación.  Los resultados finales tras el patinaje libre fueron ajustados; Longman declaró que los jueces no pudieron declarar un claro ganador del patinaje libre.  Lipinski, Kwan (que quedó cuarta tras el programa corto) y la patinadora rusa Irina Slutskaya recibieron todos los votos del primer puesto.  En lo que Swift llamó "una decisión dividida", el patinaje libre de Kwan quedó en primer lugar porque tuvo más votos de primer y segundo lugar, y Lipinski quedó en primer lugar general porque recibió más votos de segundo lugar en el patinaje libre que Slutskaya.  Longman informó de que si dos jueces más hubieran colocado a Slutskaya antes que a Lipinski después del patinaje libre, Kwan habría ganado la competición, pero en cambio quedó en segundo lugar.  Era la primera vez que Estados Unidos terminaba en primer y segundo lugar en los Mundiales desde 1992, cuando Kristi Yamaguchi ganó la medalla de oro y Nancy Kerrigan la de plata.

### Temporada 1997-1998
Entre temporadas, Lipinski creció cinco centímetros y cumplió 15 años. Entró en la temporada 1997-1998 continuando con la adición de más "sofisticación" a sus rutinas, mejorando su arte, y tomando clases diarias de baile con la profesora de ballet rusa Marina Sheffer. Seleccionó partituras de películas tanto para su programa corto como para su patinaje libre, ambos coreografiados por Sandra Bezic. Según la escritora Ellyn Kestnbaum, la prensa estadounidense exageró "la rivalidad entre Kwan y Lipinski".
En Skate America, Kwan derrotó a Lipinski por primera vez en tres competiciones y ganó la medalla de oro.  Lipinski quedó en segundo lugar después de Kwan tanto en su programa corto como en su patinaje libre y obtuvo el segundo lugar en total. A pesar de realizar saltos más difíciles que Kwan durante su programa corto, Lipinski recibió puntuaciones de elementos requeridos "consistentemente más bajas". Durante su patinaje libre, en "una actuación fuerte y técnicamente difícil", se cayó mientras realizaba un salto combinado triple-lutz.  Según Kestnbaum, Callaghan "expresó su perplejidad por el hecho de que los jueces hubieran marcado tanto a la actual campeona del mundo, de la que, en virtud de esa posición, cabría esperar que recibiera el beneficio de cualquier duda". Lipinski quedó en segundo lugar en el Trophée Lalique, por detrás de la patinadora francesa Laetitia Hubert, que no había ganado una competición importante desde el Campeonato Mundial Junior 1992, y que había quedado en undécima posición en su anterior competición.
Lipinski estaba empatada como la cuarta patinadora artística mejor clasificada del mundo al llegar a la Final de la Serie de Campeones. Ganó, patinando su primer programa limpio de la temporada. Kwan, aunque era elegible, se retiró de las finales debido a las lesiones. Mike Penner, un escritor del L. A. Times, informó de que tanto Lipinski como Callaghan estaban preocupados por lo que consideraban un trato injusto por parte de los jueces de las Champion Series de esa temporada, que le dieron puntuaciones técnicas más bajas que la temporada anterior, de hasta 5,3, por "un lutz mal lanzado". Callaghan le dijo a Penner que los jueces le dijeron que Lipinski realizaba regularmente sus saltos de lutz desde el borde interior de su cuchilla en lugar de desde el borde exterior correcto, algo que los patinadores llamaban "el flutz".  Lipinski y Callaghan disputaron la puntuación de los jueces sobre sus saltos, afirmando que los había ejecutado de la misma manera la temporada anterior, cuando ganó los Mundiales y los Nacionales de Estados Unidos. Las puntuaciones más bajas de Lipinski fueron objeto de varios artículos en los principales periódicos de Estados Unidos. Según la reportera Nancy Armour del Spokesman Review, Lipinski hizo su mejor patinaje de la temporada en la final, "clavando su triple lutz".
Lipinski quedó en segundo lugar en los Campeonatos de Patinaje Artístico de Estados Unidos de 1998; Kwan quedó en primer lugar.  Tuvo "una caída devastadora" después de intentar un triple salto durante su programa corto, que Lipinski calificó como "el punto más bajo" de su carrera. Lipinski se recuperó lo suficiente de su programa corto como para pasar del cuarto puesto al segundo en la general.  Tendría que haber ganado el patinaje libre y Kwan tendría que haber quedado en tercer lugar o menos para que Lipinski ganara el campeonato. Realizó su programa de patinaje libre "con determinación". Completó los siete saltos triples, incluyendo su característica combinación de triple bucle-triple bucle y una difícil secuencia de combinación de triple bucle y medio bucle-triple bucle. Los jueces le otorgaron todos los 5,8s y 5,9s, excepto un par de 5,7s para la presentación.  El patinaje artístico estadounidense eligió a Kwan, Lipinski y Nicole Bobek, que quedó en tercer lugar en los nacionales, para enviarlos a los Juegos Olímpicos de Invierno de 1998. Lipinski y Kwan entraron en los Juegos Olímpicos como "cofavoritas" para ganar la medalla de oro.
En las Olimpiadas, Kwan ganó "fácilmente" el programa corto; ocho de los nueve jueces la colocaron en primer lugar.  Lipinski quedó en segundo lugar. El escritor deportivo E.M. Swift calificó la actuación de Lipinski en su programa corto, que era técnicamente más difícil que la de Kwan, como "luminosa-rápida y ligera y alegre". El programa de patinaje libre de Lipinski, con su combinación de triple bucle-triple bucle y siete saltos triples en total, fue el programa técnicamente más difícil de la historia olímpica.  Recibió 5,8s y 5,9s en las puntuaciones de presentación.  Kwan recibió todos los 5,9 en las puntuaciones de presentación, pero recibió puntuaciones técnicas más bajas que Lipinski. Según la reportera del Washington Post Amy Shipley, Kwan realizó su patinaje libre casi a la perfección, aparte de "un traspiés en un salto", y que Kwan "patinó brillantemente y Lipinski lo hizo mejor". Según Swift, la actuación de Kwan en su patinaje libre "habría sido suficiente para ganar en cualquier otra Olimpiada", pero los jueces, al otorgarle cinco 5,7 en sus puntuaciones técnicas, dejaron espacio para que Lipinski se adelantara. Swift dijo que Lipinski "se lo pasó en grande" patinando su programa largo y "se elevó y giró con desenfreno, llenando la [pista] con su alegría". Al igual que Kwan, completó siete triples, pero "la diferencia fue su característica combinación de triple bucle-triple bucle y una maravillosa secuencia de cierre de triple punta-medio bucle-triple Salchow". Sus saltos no eran tan grandes como los de Kwan y sus despegues en los saltos "no siempre eran ideales", pero sus aterrizajes eran limpios y, según Kestnbaum, parecían aumentar su velocidad al salir de ellos.  Sus giros eran más rápidos que los de Kwan, pero no eran tan difíciles y sus posiciones eran más débiles. Kestnbaum también afirmó: "Tampoco el programa [de Lipinski] demostró unos pasos de transición tan complejos, una calidad de golpeo tan matizada, o un transporte corporal y una línea tan controlados y elegantes". Recibió 5,8s y 5,9s por sus puntuaciones técnicas y artísticas, y obtuvo seis de las nueve primeras puntuaciones de los jueces, ganando la medalla de oro porque el patinaje libre se ponderó más que el programa corto. Lipinski quedó en segundo lugar en los Campeonatos de Patinaje Artístico de Estados Unidos de 1998; Kwan quedó en primer lugar.  Tuvo "una caída devastadora" después de intentar un triple salto durante su programa corto, que Lipinski calificó como "el punto más bajo" de su carrera. Lipinski se recuperó lo suficiente de su programa corto como para pasar del cuarto puesto al segundo en la general.  Tendría que haber ganado el patinaje libre y Kwan tendría que haber quedado en tercer lugar o menos para que Lipinski ganara el campeonato. Realizó su programa de patinaje libre "con determinación". Completó los siete saltos triples, incluyendo su característica combinación de triple bucle-triple bucle y una difícil secuencia de combinación de triple bucle y medio bucle-triple bucle. Los jueces le otorgaron todos los 5,8s y 5,9s, excepto un par de 5,7s para la presentación.  El patinaje artístico estadounidense eligió a Kwan, Lipinski y Nicole Bobek, que quedó en tercer lugar en los nacionales, para enviarlos a los Juegos Olímpicos de Invierno de 1998 en Nagano, Japón. Lipinski y Kwan entraron en los Juegos Olímpicos como "cofavoritas" para ganar la medalla de oro.
En las Olimpiadas, Kwan ganó "fácilmente" el programa corto; ocho de los nueve jueces la colocaron en primer lugar.  Lipinski quedó en segundo lugar. El escritor deportivo E.M. Swift calificó la actuación de Lipinski en su programa corto, que era técnicamente más difícil que la de Kwan, como "luminosa-rápida y ligera y alegre". El programa de patinaje libre de Lipinski, con su combinación de triple bucle-triple bucle y siete saltos triples en total, fue el programa técnicamente más difícil de la historia olímpica.  Recibió 5,8s y 5,9s en las puntuaciones de presentación.  Kwan recibió todos los 5,9 en las puntuaciones de presentación, pero recibió puntuaciones técnicas más bajas que Lipinski. Según la reportera del Washington Post Amy Shipley, Kwan realizó su patinaje libre casi a la perfección, aparte de "un traspiés en un salto", y que Kwan "patinó brillantemente y Lipinski lo hizo mejor". Según Swift, la actuación de Kwan en su patinaje libre "habría sido suficiente para ganar en cualquier otra Olimpiada", pero los jueces, al otorgarle cinco 5,7 en sus puntuaciones técnicas, dejaron espacio para que Lipinski se adelantara. Swift dijo que Lipinski "se lo pasó en grande" patinando su programa largo y "se elevó y giró con desenfreno, llenando la [pista] con su alegría". Al igual que Kwan, completó siete triples, pero "la diferencia fue su característica combinación de triple bucle-triple bucle y una maravillosa secuencia de cierre de triple punta-medio bucle-triple Salchow". Sus saltos no eran tan grandes como los de Kwan y sus despegues en los saltos "no siempre eran ideales", pero sus aterrizajes eran limpios y, según Kestnbaum, parecían aumentar su velocidad al salir de ellos.  Sus giros eran más rápidos que los de Kwan, pero no eran tan difíciles y sus posiciones eran más débiles. Kestnbaum también afirmó: "Tampoco el programa [de Lipinski] demostró unos pasos de transición tan complejos, una calidad de golpeo tan matizada, o un transporte corporal y una línea tan controlados y elegantes". Recibió 5,8s y 5,9s por sus puntuaciones técnicas y artísticas, y obtuvo seis de las nueve primeras puntuaciones de los jueces, ganando la medalla de oro porque el patinaje libre se ponderó más que el programa corto.
Lipinski fue la medallista de oro olímpica más joven de la historia del patinaje artístico. Fue la sexta mujer estadounidense en ganar una medalla de oro olímpica. Kwan terminó en segundo lugar, y la patinadora china Lu Chen fue la "sorprendente ganadora de la medalla de bronce". Lipinski era dos meses más joven que Sonja Henie cuando quedó en primer lugar en los Olimpiadas de 1928, batiendo un récord que se había mantenido durante 70 años. Fue la primera vez que patinadoras individuales del mismo país ganaron las medallas de oro y plata en los Juegos Olímpicos desde que las estadounidenses Tenley Albright y Carol Heiss lo hicieran en los 1956.

## Vida personal
En octubre de 2023 anunció que iba a ser madre por primera vez a través de maternidad subrogada, después de sufrir numerosos abortos espontáneos. Su hija Georgie nació ese mismo mes.